# Puchol žíhaný
Puchol žíhaný (Hemigalus derbyanus) je východoasijská cibetka žijící v Thajsku, Malajsii, na Borneu a na Sumatře. Je to štíhle stavěná šelma s protáhlou hlavou a poměrně vysokýma nohama velikosti domácí kočky, délka těla činí až 62 cm, délka ocasu až 38 cm, hmotnost až 3 kg. Zbarvení je béžové s příčnými tmavě hnědými pruhy, které jsou na hřbetě nejširší a směrem k bŕichu se zužují.
Noční a samotářský puchol žíhaný tráví den spánkem v dutinách stromů a v noci vyráží lovit drobnou kořist: mravence, červy, ještěrky a žáby. Žije v hustých pralesích, často poblíž vody. Na rozdíl od blízce příbuzných ovíječů nešplhá po stromech a je výlučně masožravý.